# Kvarndammen (Beatebergs socken, Västergötland)
Kvarndammen är en damm vid Magerud i Töreboda kommun i Västergötland och ingår i Motala ströms huvudavrinningsområde.